# Сербське царство
Сербська імперія або Сербське царство (серб. Српско Царство, Srpsko Carstvo), Сербсько-грецьке царство, а також стосовно до першого його періоду Душанове царство — епоха в розвитку сербської держави, коли вона досягла своєї найбільшої могутності і розширила свої межі до максимальних за всю історію. Епоха ця, як правило, визначається від коронації сербського короля Стефана Душана царським титулом до поразки сербських військ на річці Мариці, тобто з 1346 по 1371 роки. Сербське царство було однією з наймогутніших держав Європи свого часу.

## Передісторія
6 січня 1322 року Стефан III, згодом названий Дечанським, після смерті свого батька Мілутіна переміг у громадянській війні інших претендентів на сербський престол і був коронований «богоданним вінцем королівства сербського». У 1325 році у він одружився з Марією Палеолог, дочкою візантійського пангіперсеваста Іоанна, племінника імператора Андроніка II. У боротьбі останнього з його онуком Андроніком III Стефан зайняв сторону свого тестя, і, незважаючи на його поразку, придбав Велес, Просік і кілька міст у Македонії.
У результаті воєн з Рагузькою республікою Стефан отримав Стогін, Пелєшаць, а також, імовірно, частину Хуму.
Зростаюча сила Сербії об'єднала проти неї болгарського царя Михайла і Андроніка III. У 1330 році болгарська армія була розбита в битві під Велбуждом: Михайло загинув, а Андронік, який йшов на допомогу, після звістки про це повернув своє військо додому.
Однак замирення з Візантією налаштувало проти Стефана значну частину сербської знаті, яка вважала це результатом підступів королеви-візантійки. Остання завзято наполягала, щоб спадкоємцем Сербії був не старший син Стефана — Душан (Стефан Душан), а інший — Симеон Синіша.
Королевич Душан і знать Зети вирішили, що пора покінчити з владою короля Стефана. Їхнім намірам сприяв переворот у Болгарії, в результаті якого царем там став Іван Олександр, і знову виникли загрози Сербії. Незабаром Душан за допомогою Зетської знаті легко скинув свого батька і 8 вересня 1331 року коронувався як король Сербії; повалений батько його помер в ув'язненні в листопаді.
Душан незабаром одружився з Оленою, сестрою болгарського царя Івана Олександра. Багато в чому завдяки цьому шлюбу відносини між Сербією і Болгарією під час правління Душана залишалися дружніми.
Того ж року Душана урочисто зустріли жителі Дубровника. Через два роки вони отримали від нього узбережжя Далмації від Стону до Дубровника.
Незабаром молодий сербський король напав на Візантію і зайняв майже всю Македонію, міста Прилеп, Охрид, Костур і Струмицю (лише Солунь витримала облогу і залишилася за Візантією). Мирний договір 1334 року закріпив нові кордони.
У 1336—1340 рр.. Душан захопив більшу частину Албанії і розширив свою державу до Яніни. До 1345 року під його владою була вся Македонія (крім Солуні), Албанія і Епір.

## Історія
Стефан Душан був урочисто коронований в Скоп'є 16 квітня 1346 року з титулом «Цар і самодержець сербів і греків», а його син Урош був проголошений королем Сербії. Оскільки царську коронацію міг провести лише Патріарх, сербський синод насамперед звів архієпископа Іоанникія в патріархи. За допомогою болгарського патріарха Симеона і Охридського архієпископа Миколи той і провів коронацію.

### Завоювання Душана
Війни і загарбання Стефана Душана ніколи не припинялися. До кінця 1348 року він зайняв Етолію, Акарнанію і Фессалію. У 1349 пішов на Боснію, але Хум взяти не зміг, хоча і спустошив деякі боснійські області.
На початку 1350-х Душан вирушив на північ. Після зіткнення з угорським королем Лайошем Великим він зайняв Мачву і Белград (1353).
У 1352 відбулася перша битва на Мариці, коли вперше сербським та болгарським військам довелося зіткнутися з турками. Навіть поразка сербів у цій битві не зупинила завоювань Душана.
У кінці 1355 року почалася війна між Сербією і Венецією, з одного боку, і Угорщиною з Боснією — з іншого. Незабаром після її початку цар Душан помер (20 грудня 1355). Війна тривала три роки; в результаті Далмація і Дубровник відійшли до Угорщини.

### Культура і економіка Душанова царства
Ймовірно, найбільшим документом Душанової влади в Сербії є його «Законник» — звід законів, укладений у 1349 (доповнений у 1354-му) і унікальний для Європи того часу. «Законник» Душана кодифікував і юридично оформив всі правові норми й звичаї, які тоді панували в Сербії.
Цар Душан відкрив нові торгові шляхи і сприяв розвитку економіки своєї країни. Царство процвітало і було однією з найрозвинутіших держав Європи. У цей час були створені деякі з найвизначніших пам'яток сербської культури, наприклад «Номоканон» святителя Сави.

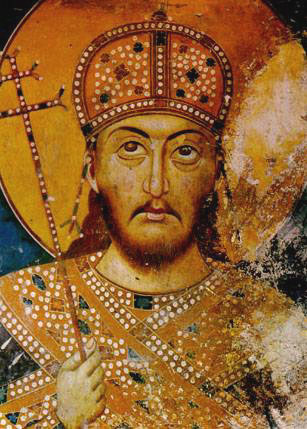
Стефан Душан, сербський цар (1346—1355)

### Царство після Душана
Після смерті Душана почався занепад держави, піднеслися місцеві феодали. Наступник Стефана син Урош, прозваний Слабким, не мав ані сили, ані мудрості для того, щоб протистояти цьому; при ньому держава швидко опустилась до феодальної анархії і фактично розпалася. Висунулося сімейство Мрнявчевичів і кілька інших; деякі визнавали верховну владу Уроша (Лазар Хребелянович в Південній Сербії, Вук Бранкович у Косово, брати Балшичі в Зеті, Нікола Алтомановіч із Златибору та Рудника), тоді як Вукашин Мрнявчевич відокремився і в 1366 році у своїй столиці Прилепі проголосив себе королем. Але всі — незалежно від ставлення до Уроша — самостійно керували своїми володіннями і намагалися захищати їх, тоді як Урош цього не міг і не вмів.
У такому стані Сербія, розділена і слабка, постала перед новою загрозою: Держава турків-османів поступово поширювалася з Азії до Європи, спершу захоплюючи землі Візантії, а пізніше — й інших балканських держав.
Урош помер бездітним у грудні 1371 року.

## Сербські царі
- Стефан Урош IV або Стефан Душан (1346—1355)
- Стефан Урош V або Урош II (1355—1371)

## Галерея

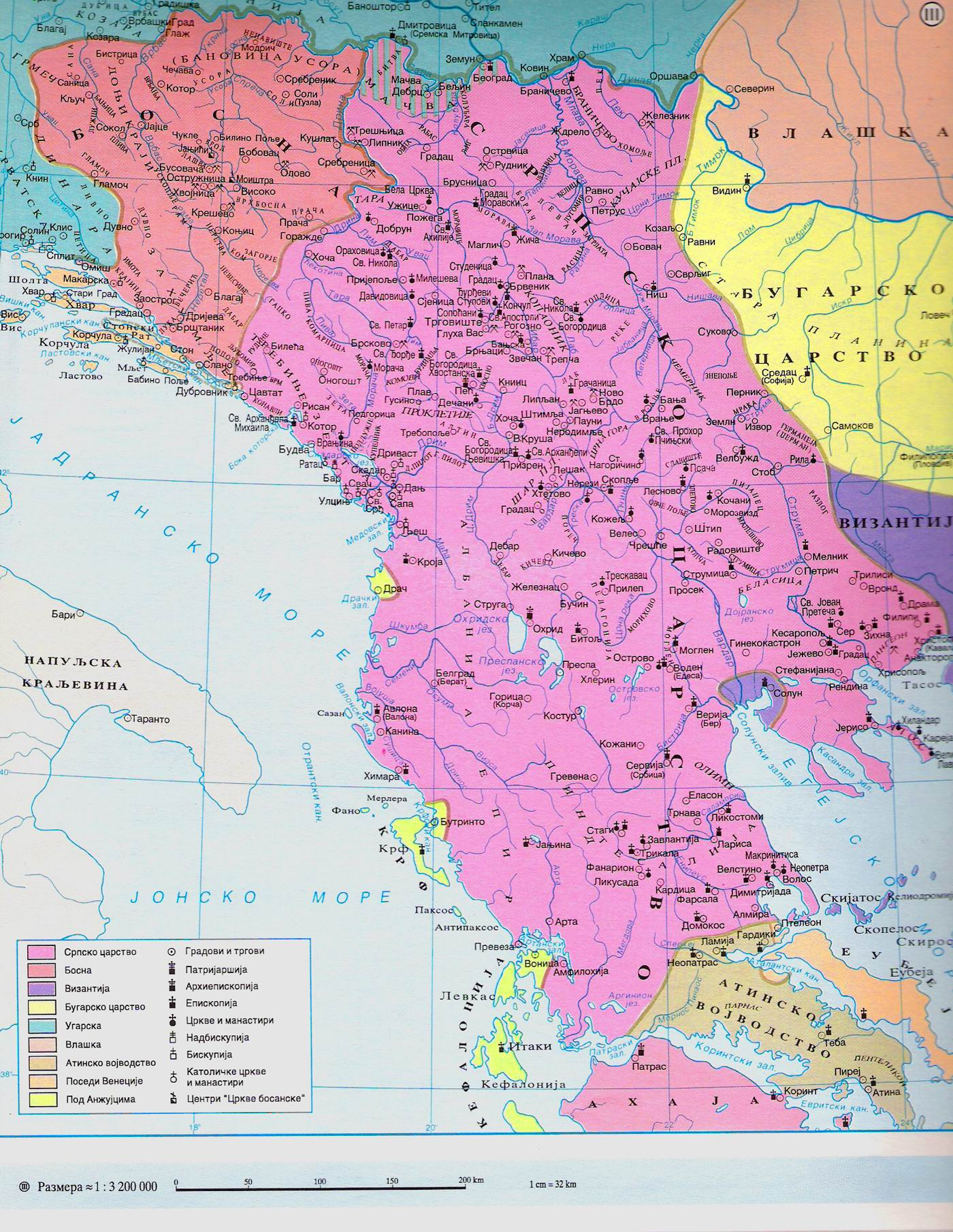
Сербська держава за Стефана Душана (1350)
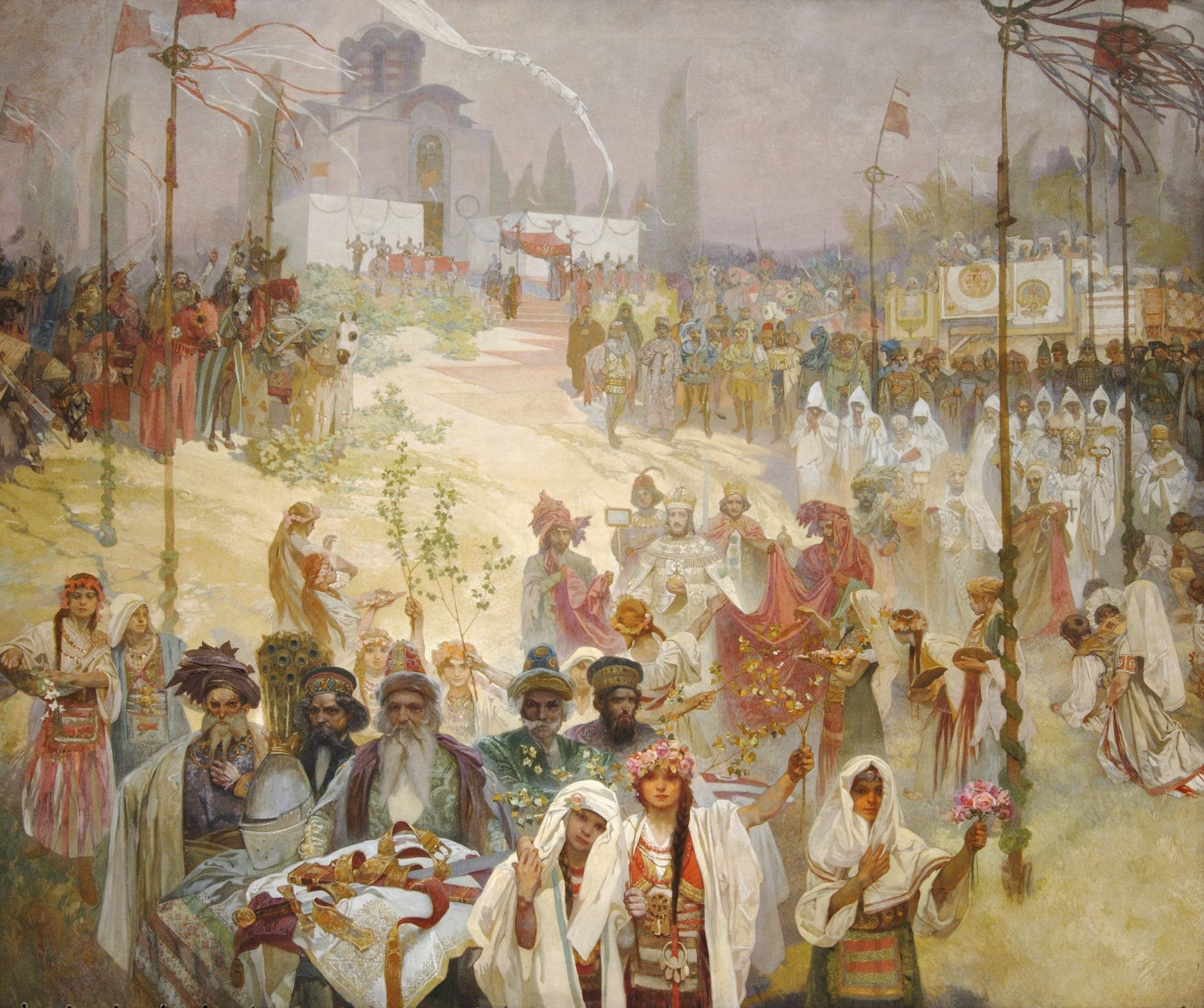
Альфонс Муха. «Коронація сербського царя Стефана Уроша IV Душана як імператора Східної римської імперії»
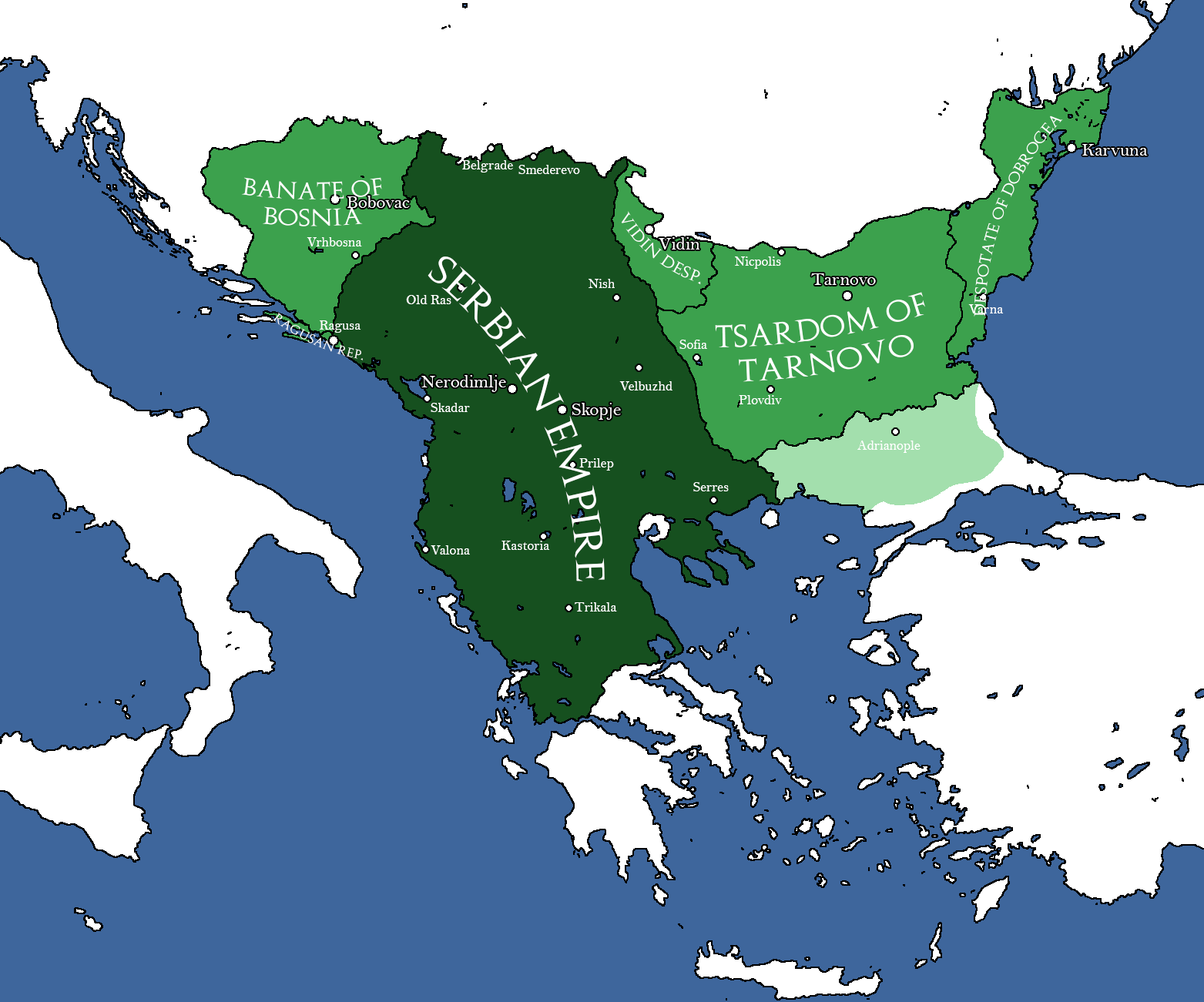
Найбільша територіальна експансія